# Schloss Altikon
Das Schloss Altikon ist ein Amtshaus in der Gemeinde Altikon im Schweizer Kanton Zürich, das an der Stelle einer Burg aus dem 13. Jh. steht und heute als Sitz der Gemeindeverwaltung genutzt wird.

## Geschichte
Die Herren von Altikon waren Dienstherren der Kyburger und wurden 1243 erstmals erwähnt. Sie trugen das gleiche Wappen wie es heute von der Gemeinde Altikon verwendet wird. Die Burg wechselte mehrmals den Besitzer. Sie gehörte ab 1308 den Herren von Goldenberg, ab 1371 den Herren von Griessheim und ab 1454 dem Konstanzer Heinrich Ehinger. Von 1472 bis 1477 gehörte die Burg das erste Mal der Gemeinde Altikon, danach kurz wieder den Griessheimer und im gleichen Jahr einer Familie Schwarzmurer. Ab 1500 herrschten die Herren von Hinwil und ab 1510 die Schönauer. Es folgten die Familie Löwenberg (1517–1562), Paul Hagenbach (1563–1575), Familie Imthurn aus Schaffhausen (1575–1623), dem vor dem Dreissigjährigen Krieg geflüchteten Landgrafen Maximilian von Pappenheim (1623–1629 und 1634–1638), dazwischen Friedrich Hegner (1629–1630). Weiter ging der Besitzerwechsel mit Christoph Göuschel (1630–1634), Johann Thomann Schwerzenbach (1638–1641), Familie Hirzel (1641–1688) und Hans Kaspar Russinger (1688–1696).
1696 gelangte das Gut unter die Herrschaft von Zürich, das den Verkauf an den Winterthurer Johann Jakob Sulzer verhinderte. Es wurde zu einer zürcherischen Vogtei, die zur Grafschaft Kyburg gehörte und von einem Obervogt verwaltet wurde. Nach dem Einfall der Franzosen wurde das Gut verpachtet, bis es 1815 an die Gemeinde Altikon verkauft wurde. Es diente lange Zeit als Schulhaus, bis die Schule einen Neubau erhielt. Heute beherbergt das Schloss Altikon die Gemeindeverwaltung. Seit 1979 steht das Schloss mit dem zugehörigen kleinen Waschhaus unter Denkmalschutz.

## Bauwerk

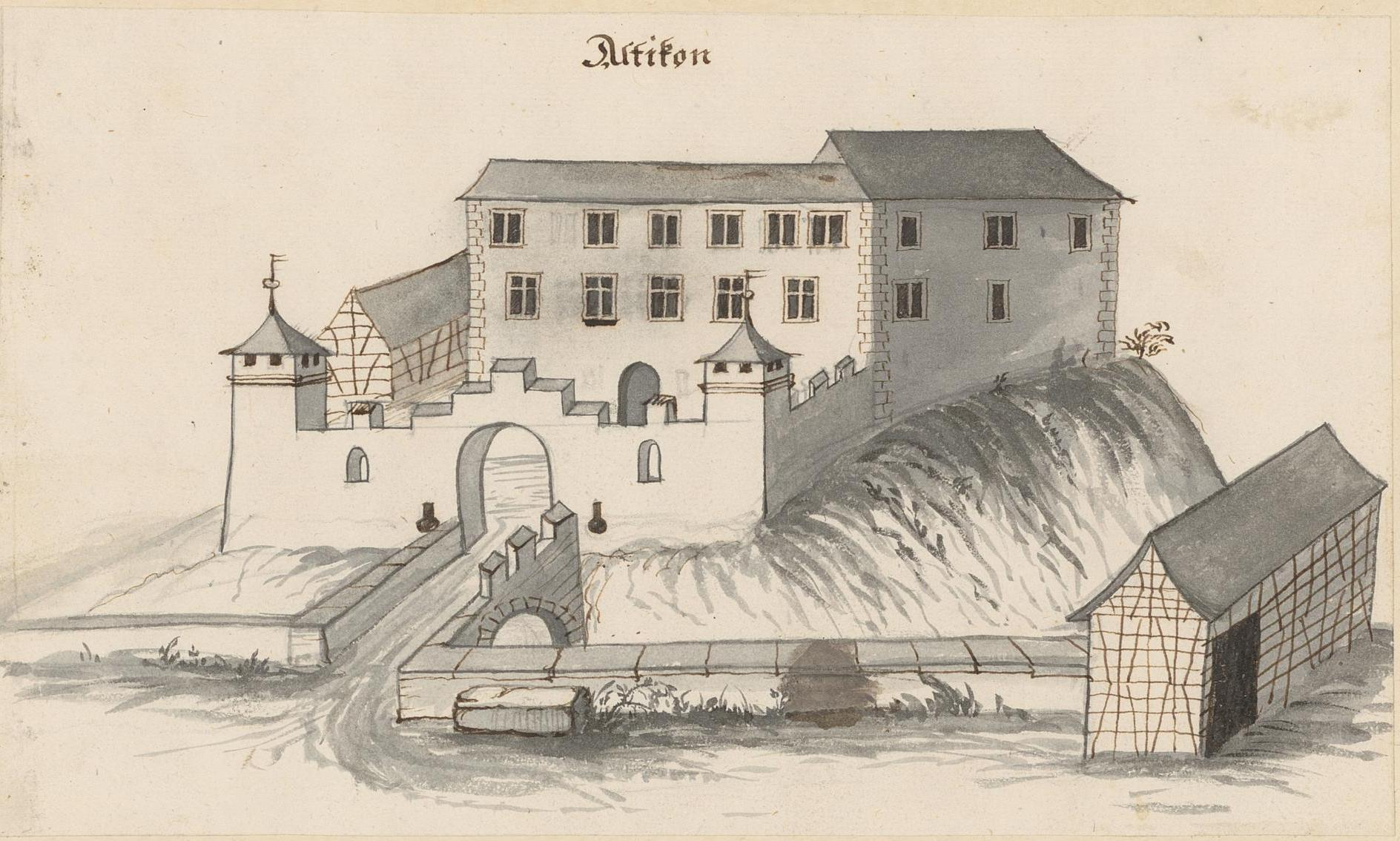
Ansicht der Burg im 17. Jh.

Die Burg war im 16. Jahrhundert nicht mehr in gutem Zustand und wurde durch einen Landsitz ersetzt. Dieser bestand aus einem umfriedeten Innenhof, in dem der Wohnbau stand. Die Anlage war von einem Wassergraben umgeben, über den eine Steinbrücke zum Hauptportal in der Umfassungsmauer führte. In der Mauer waren zusätzlich zwei kleine Wehrtürme angeordnet. Die Anlage wurde gegen Ende des 18. Jh. erneut baufällig, was auf der qualitativ schlechten Bauausführung geschuldet war. Die Mauern bestanden aus relativ kleinen Steinen und die Eckverbände waren ungenügend. Sie wurde deshalb kurz vor dem Franzoseneinfall durch das heutige Gebäude ersetzt.